# Ronde van Italië 1946
| Eindklassement      |                        |              |
| Algemeen klassement | Gino Bartali           | 65h 32' 20"  |
| Tweede              | Fausto Coppi           | + 0' 47"     |
| Derde               | Vito Ortelli           | + 15' 28"    |
| Vierde              | Salvatore Crippa       | + 15' 31"    |
| Vijfde              | Aldo Ronconi           | + 24' 31"    |
| Zesde               | Giulio Bresci          | + 27' 35"    |
| Zevende             | Ezio Cecchi            | + 37' 58"    |
| Achtste             | Giordano Cottur        | + 38' 28"    |
| Negende             | Alfredo Martini        | + 39' 54"    |
| Tiende              | Primo Volpi            | + 43' 12"    |
| Rode Lantaarn       | Luigi Malabrocca (40e) | + 4h 09' 34" |
| Bergklassement      | Gino Bartali           | ... punten   |
| Tweede              | Fausto Coppi           | ... punten   |
| Derde               | Vito Ortelli           | ... punten   |
| Ploegenklassement   | ...                    | ?            |
| Tweede              | ?                      | ?            |
| Derde               | ?                      | ?            |

In 1946 ging de 29e Giro d'Italia op 15 juni van start in Milaan en eindigde op 6 juli in Milaan. Er stonden 79 renners verdeeld over 13 ploegen aan de start. Deze ronde werd gewonnen door de Italiaan Gino Bartali.
Aantal ritten: 17

Totale afstand: 3050 km (excl. geannuleerde 12e etappe) 

Gemiddelde snelheid: 33,489 km/h

Aantal deelnemers: 79

## Belgische en Nederlandse prestaties
Er namen geen Belgen en geen Nederlanders deel aan de Giro van 1946.

### Belgische etappezeges
- In 1946 was er geen Belgische etappezege.

### Nederlandse etappezeges
- In 1946 was er geen Nederlandse etappezege.

## Etappe uitslagen
| Datum   | Etappe     | Parcours                               | Afstand | Eerste               | Tweede               | Derde                | Klassementsleider  |
| ------- | ---------- | -------------------------------------- | ------- | -------------------- | -------------------- | -------------------- | ------------------ |
| 15 juni | etappe 1   | Milaan - Turijn                        | 185 km  | Giordano Cottur      | Antonio Bevilacqua   | Vito Ortelli         | Giordano Cottur    |
| 16 juni | etappe 2   | Turijn - Genua                         | 190 km  | Antonio Bevilacqua   | Aldo Baito           | Egidio Marangoni     | Antonio Bevilacqua |
| 17 juni | etappe 3   | Genua - Montecatini Terme              | 222 km  | Adolfo Leoni         | Olimpio Bizzi        | Renzo Zanazzi        | Antonio Bevilacqua |
| 18 juni | etappe 4A  | Montecatini Terme - Prato (tijdrit)    | 40 km   | Antonio Bevilacqua   | Oreste Conte         | Leopoldo Ricci       | Antonio Bevilacqua |
| 18 juni | etappe 4B  | Prato - Bologna                        | 112 km  | Fausto Coppi         | Gino Bartali         | Vincenzo Rossello    | Fermo Camellini    |
| 19 juni | etappe 5A  | Bologna - Cesena                       | 80 km   | Olimpio Bizzi        | Leopoldo Ricci       | Giovanni Corrieri    | Fermo Camellini    |
| 19 juni | etappe 5B  | Cesena - Ancona                        | 128 km  | Aldo Bini            | Olimpio Bizzi        | Oreste Conte         | Fermo Camellini    |
| 21 juni | etappe 6   | Ancona - Chieti                        | 170 km  | Vito Ortelli         | Gino Bartali         | Giordano Cottur      | Fermo Camellini    |
| 22 juni | etappe 7   | Chieti - Napels                        | 244 km  | Mario Ricci          | Vito Ortelli         | Aldo Ronconi         | Vito Ortelli       |
| 24 juni | etappe 8   | Napels - Rome                          | 226 km  | Elio Bertocchi       | Walter Generati      | Mario Spinazzi       | Vito Ortelli       |
| 25 juni | etappe 9   | Rome - Perugia                         | 191 km  | Aldo Baito           | Severino Canavesi    | Guido Lelli          | Vito Ortelli       |
| 26 juni | etappe 10  | Perugia - Florence                     | 165 km  | Renzo Zanazzi        | Aldo Bini            | Oreste Conte         | Vito Ortelli       |
| 27 juni | etappe 11  | Florence - Rovigo                      | 245 km  | Oreste Conte         | Antonio Bevilacqua   | Mario Fazio          | Vito Ortelli       |
| 28 juni | etappe 12  | Rovigo - Triëst                        | 139 km  | etappe niet verreden | etappe niet verreden | etappe niet verreden | Vito Ortelli       |
| 30 juni | etappe 13  | Udine - Auronzo di Cadore              | 125 km  | Fausto Coppi         | Gino Bartali         | Vito Ortelli         | Gino Bartali       |
| 1 juli  | etappe 14  | Auronzo di Cadore - Bassano del Grappa | 203 km  | Fausto Coppi         | Aldo Bini            | Gino Bartali         | Gino Bartali       |
| 3 juli  | etappe 15  | Bassano del Grappa - Trente            | 186 km  | Aldo Ronconi         | Fausto Coppi         | Gino Bartali         | Gino Bartali       |
| 4 juli  | etappe 16A | Trente - Verona                        | 90 km   | Oreste Conte         | Renzo Zanazzi        | Valeriano Zanazzi    | Gino Bartali       |
| 5 juli  | etappe 16B | Verona - Mantua                        | 72 km   | Elio Bertocchi       | Primo Volpi          | Aldo Bini            | Gino Bartali       |
| 6 juli  | etappe 17  | Mantua - Milaan                        | 176 km  | Oreste Conte         | Aldo Bini            | Marcello Spadolini   | Gino Bartali       |

 winnaars · 
roze trui · 
  puntenklassement · 
  bergklassement · 
 jongerenklassement · 
 intergiro · 
 ploegenklassement · 
 strijdlust · 
 zwarte trui
Giro d'Italia Next Gen · Giro Donne · Cima Coppi
 Belgische rozetruidragers · etappewinnaars
 Nederlandse rozetruidragers · etappewinnaars
Mannen:
1909 · 
1910 · 
1911 · 
1912 · 
1913 · 
1914 · 
1919 · 
1920 · 
1921 · 
1922 · 
1923 · 
1924 · 
1925 · 
1926 · 
1927 · 
1928 · 
1929 · 
1930 · 
1931 · 
1932 · 
1933 · 
1934 · 
1935 · 
1936 · 
1937 · 
1938 · 
1939 · 
1940 · 
1946 · 
1947 · 
1948 · 
1949 · 
1950 · 
1951 · 
1952 · 
1953 · 
1954 · 
1955 · 
1956 · 
1957 · 
1958 · 
1959 · 
1960 · 
1961 · 
1962 · 
1963 · 
1964 · 
1965 · 
1966 · 
1967 · 
1968 · 
1969 · 
1970 · 
1971 · 
1972 · 
1973 · 
1974 · 
1975 · 
1976 · 
1977 · 
1978 · 
1979 · 
1980 · 
1981 · 
1982 · 
1983 · 
1984 · 
1985 · 
1986 · 
1987 · 
1988 · 
1989 · 
1990 · 
1991 · 
1992 · 
1993 · 
1994 · 
1995 · 
1996 · 
1997 · 
1998 · 
1999 · 
2000 · 
2001 · 
2002 · 
2003 · 
2004 · 
2005 · 
2006 · 
2007 · 
2008 · 
2009 · 
2010 · 
2011 · 
2012 · 
2013 · 
2014 · 
2015 · 
2016 · 
2017 · 
2018 · 
2019 · 
2020 · 
2021 · 
2022 · 
2023 · 
2024 · 
2025
Vrouwen:
1988 · 
1989 · 
1990 · 
1991 ·
1992 ·
1993 · 
1994 · 
1995 · 
1996 · 
1997 · 
1998 · 
1999 · 
2000 · 
2001 · 
2002 · 
2003 · 
2004 · 
2005 · 
2006 · 
2007 · 
2008 · 
2009 · 
2010 · 
2011 · 
2012 ·
2013 · 
2014 ·
2015 ·
2016 ·
2017 ·
2018 ·
2019 ·
2020 ·
2021 ·
2022 ·
2023 ·
2024 ·
2025